# Schloss Münsbach
Schloss Münsbach liegt am westlichen Ortsrand von Schüttringen-Munsbach.
Im Schloss sind ein Centre pour le développement socio-émotionnel und das Institut étatique d'aide à l'enfance et à la jeunesse (Service Treff-Punkt des Bildungsministeriums) untergebracht.
Im Schlosspark ist das Conservatoire du patrimoine des roses luxembourgeoises der Luxemburger Rosenfreunde angesiedelt.
Außerdem befinden sich dort drei besondere Bäume, die auf der offiziellen Liste der bemerkenswerten Bäume des Umweltministeriums eingetragen sind:
- ein Kastanienbaum (Aesculus hippocastanum),

- eine Blutbuche (Fagus sylvatica Purpurea)
- und eine Eiche (Quercus sp.).

## Geschichte
Das Schloss wurde 1775 als Residenz im Barockstil erbaut. Es hat zwei Türme und eine Reihe Dependancen.
Das Institut universitaire international Luxembourg hatte bis 2018 seinen Sitz im Schloss und bot dort Kurse in Business, Europäischem Recht und Management im öffentlichen Sektor an.
Das Parkareal des Schlosses wurde am 8. September 2009 als Zusatzinventar auf die Liste des klassifizierten Monumente eingetragen.

## Bildergalerie

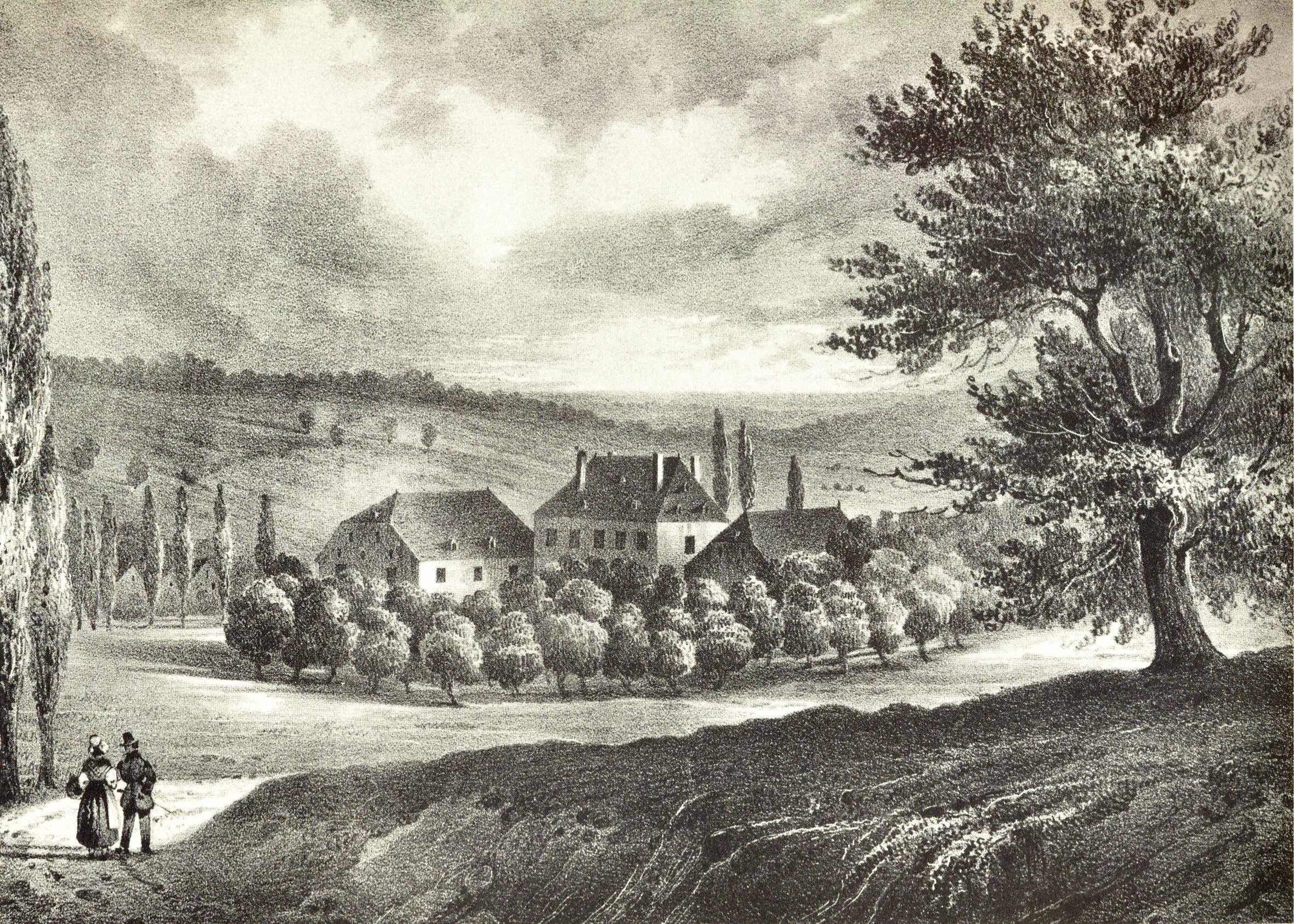
Gemälde des Schlosses von Jean-Baptiste Fresez und Nicolas Liez.
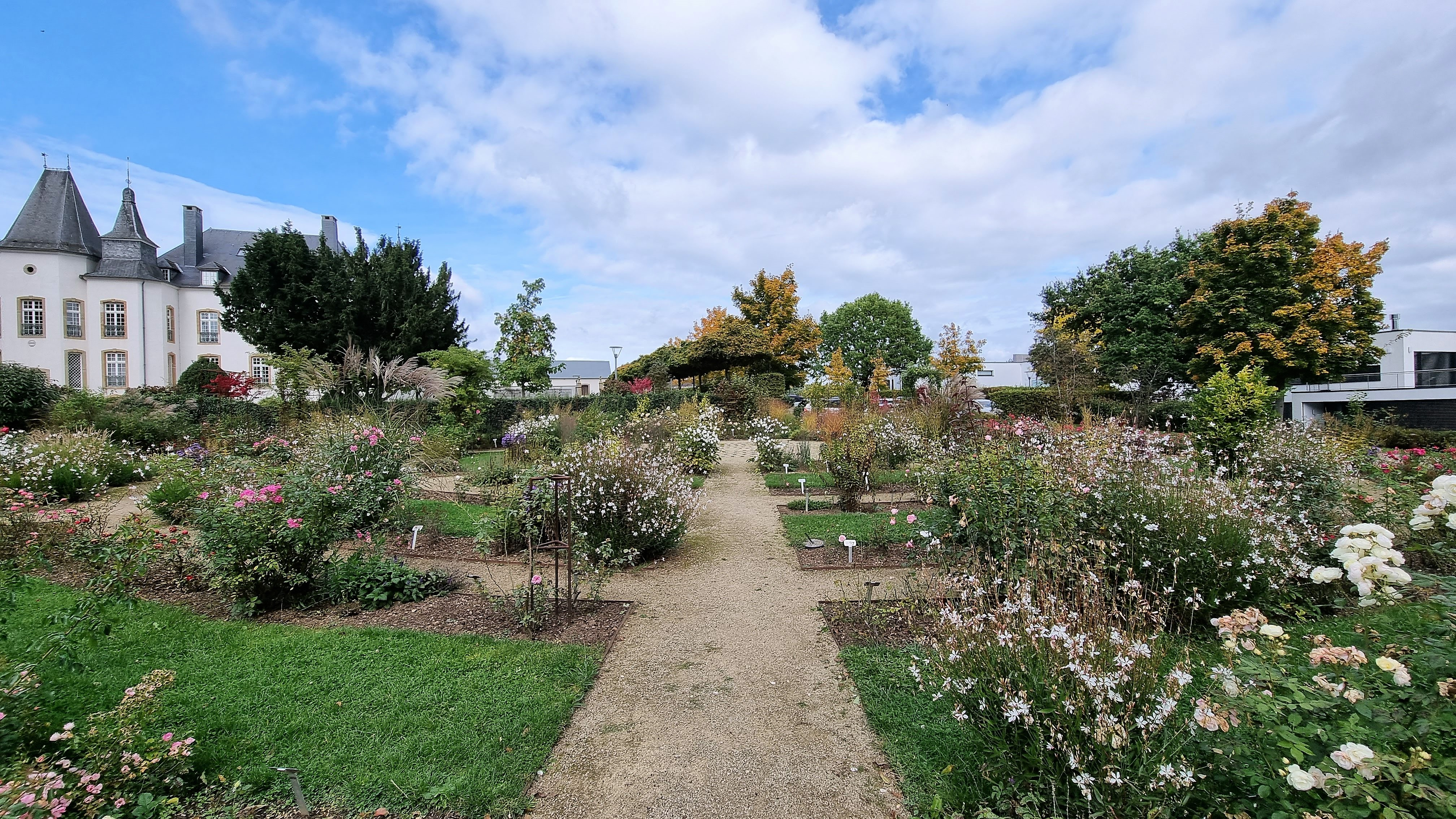
Rosarien
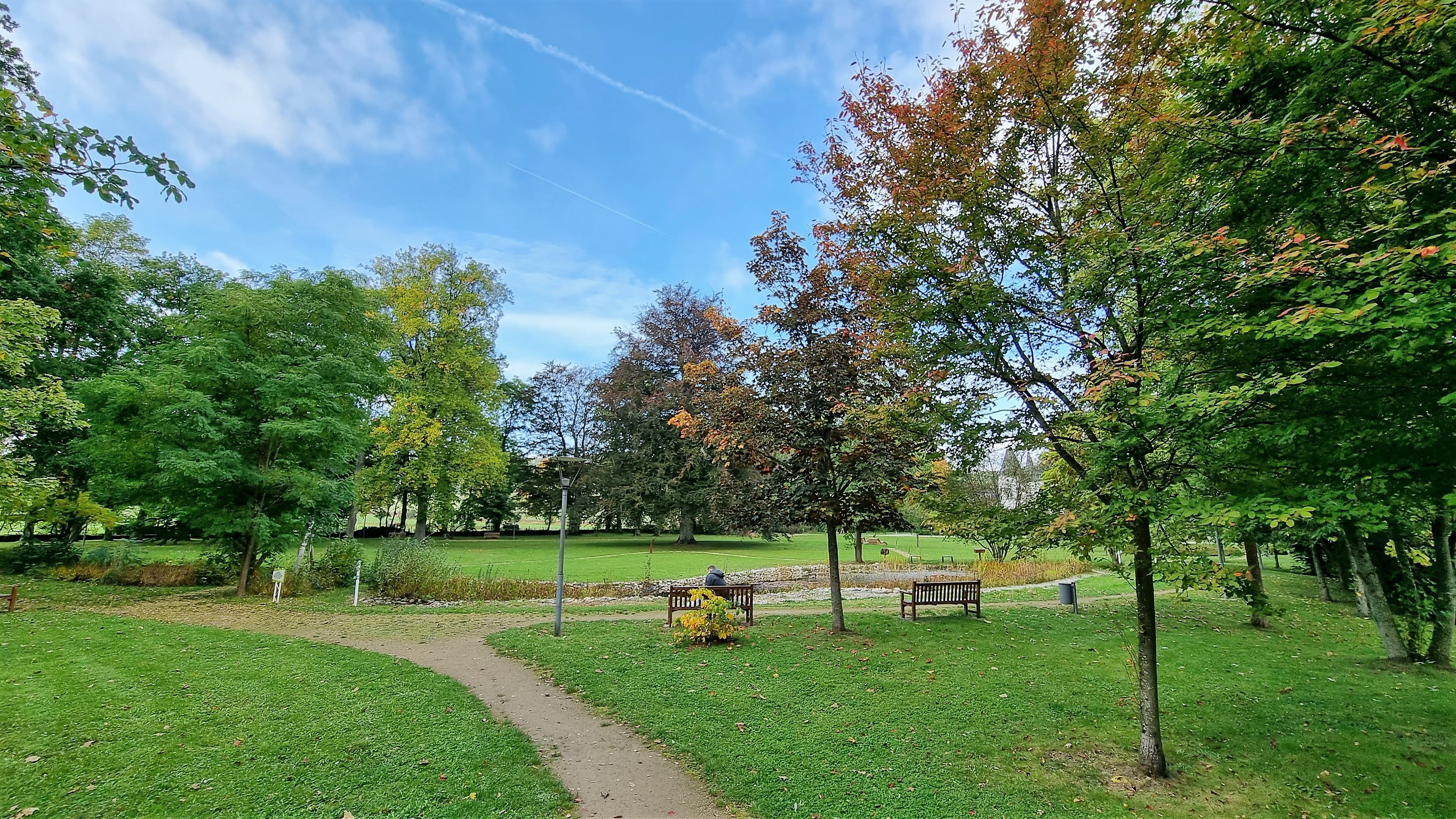
Im Park
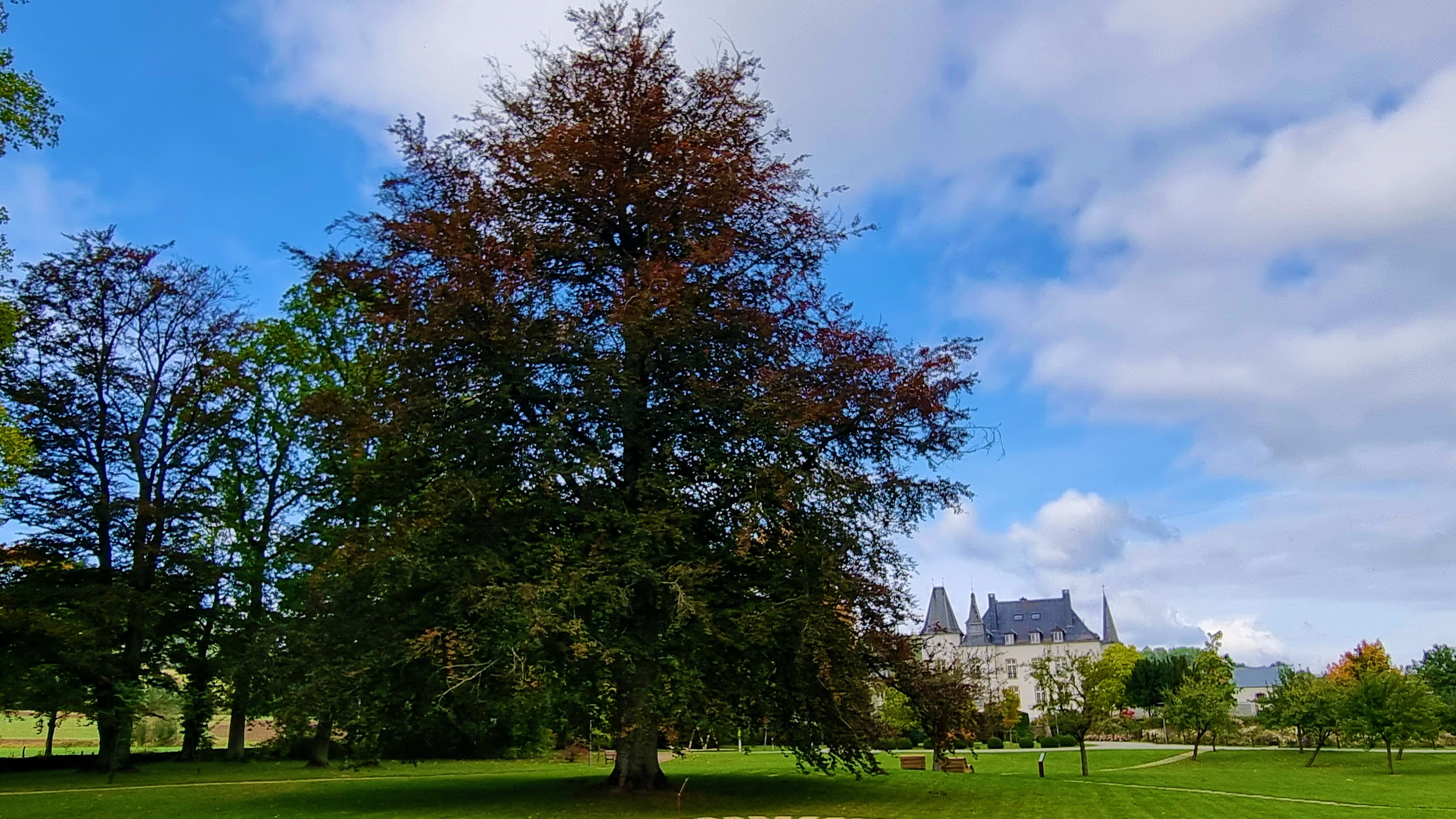
Blutbuche im Park